# Змішаний листяний ліс
Змішаний листяний ліс — лісовий заказник місцевого значення. Об'єкт розташований на території Кам'янсько-Дніпровського району Запорізької області, ДП «Кам'янсько-Дніпровське лісове господарство», квартал №14 .
Площа — 40 га, статус отриманий у 1993 році.